# Янковский, Эдмунд
Эдмунд Бернард Янковский (пол. Edmund Bernard Jankowski; 28 августа 1903 года, Вроцки, Германская империя — 1 ноября 1939 года, Долина смерти в Фордоне, Быдгощ, Польша) — польский гребец (академическая гребля), бронзовый призёр Олимпийских игр 1928 года, призёр чемпионата Европы, офицер Войска Польского.
Был спортсменом Быдгощского гребного клуба. На Олимпийских играх 1928 года завоевал бронзовую медаль в соревновании четвёрок распашных с рулевым (в составе Францишек Брониковский, Эдмунд Янковский, Леон Биркхольц, Бернард Ормановский и Болеслав Древек (рулевой)). Также завоевал бронзовую медаль на чемпионате Европы 1929 года. Дважды был чемпионом Польши и трижды серебряным призёром в различных видах академической гребли. Спортивную карьеру закончил в 1929 году.
В 1932—1939 годах был директором велосипедной фабрики «Romet» в Быдгоще.
В качестве поручика запаса принимал участие в боях в сентябре 1939 года участвовал в битве на Бзуре и обороне Варшавы.
1 ноября 1939 года был расстрелян эсэсовцами в Долине смерти в быдгощском районе Фордон.